# 明星天
明星天（みょうじょうてん）は、仏教における天部の一人で、三光天子の一人。

## 概要
正しくは明星天子で、明星天はその略称。普香天子、星天子の異名もある。星を神格化した神で虚空蔵菩薩の変化身ともされる。